# Joan Dunayer
Joan Dunayer es escritora, editora y defensora de los Derechos de los animales. Graduada en la Universidad de Princeton, con estudios de literatura inglesa, educación inglesa y psicología. Dentro de la defensa de los animales, Joan Dunayer es partidaria del rechazo al especismo y de la adopción de una línea abolicionista, que tenga por objetivo el que los animales no humanos dejen de ser considerados como una propiedad, donde el veganismo sea un punto fundamental. 
En sus escritos se puede encontrar un especial interés en la relación entre el especismo y el lenguaje. Joan Dunayer defiende evitar las expresiones especistas (como hablar de animales para referirse con exclusiva a los animales no humanos). Su ensayo Animal Equality: Language and Liberation  trata esta cuestión en profundidad.
Por otra parte, en su último libro hasta la fecha (Speciesism) se puede encontrar una crítica teórica al especismo, así como una defensa del abolicionismo como táctica, rechazando por tanto las reformas legales de carácter bienestarista como forma de favorecer a los animales no humanos.
Joan Dunayer, al igual que Gary Francione, ha ejercido una importante influencia dentro del movimiento por los derechos animales, lo cual ha llevado a diversos activistas y organizaciones a modificar sus líneas de actuación, y pasar a centrarse en la defensa del veganismo dentro de una línea abolicionista.